# Joseph de Potter
Joseph Marie Ghislain de Potter ook genaamd De Potter-Soenens (Gent, 28 september 1798 - Kluizen, 15 december 1883) was een Belgisch volksvertegenwoordiger en burgemeester.

## Levensloop
Hij was een zoon van advocaat Louis de Potter (1765-1823) die, doorheen de opeenvolgende regimes een vooraanstaande rol had gespeeld: schepen van Gent onder het ancien régime, raadsheer bij de prefectuur van het Scheldedepartement en volksvertegenwoordiger in het Corps législatif in de Franse tijd, lid van de Tweede Kamer onder het Verenigd Koninkrijk der Nederlanden. Hij werd in 1817 in de adel opgenomen. Hij was tweemaal getrouwd: met Colette Kervyn (1775-1805) en met Marie-Bernardine Kervyn (1784-1870) en bij elk kreeg hij vier kinderen. Joseph de Potter was uit het eerste bed.
Joseph de Potter studeerde wijsbegeerte en letteren aan de Katholieke Universiteit Leuven (1818-1819).
Hij deed de naam wijzigen in de Potter d'Indoye en trouwde in 1829 met Melanie Soenens (Gent, 1805 - Kluizen, 1875). Tussen 1839 en 1853 kregen ze zes kinderen, onder wie Clément de Potter (1842-1912), eveneens burgemeester van Kluizen, getrouwd met Valerie Kervyn d'Oud Mooreghem, met nageslacht tot heden.
In 1836 werd hij verkozen tot provincieraadslid voor Oost-Vlaanderen, mandaat dat hij uitoefende tot hij in 1839 verkozen werd tot katholiek volksvertegenwoordiger voor het arrondissement Gent. Dit bleef hij tot in 1843.
Hij was al de drieënzeventig voorbij toen hij burgemeester werd van het dorp Kluizen, waar hij meestal verbleef. Hij bekleedde dit mandaat tot aan zijn dood. Het werd na hem ook nog bekleed door Clément de Potter d'Indoye, Edgard de Potter d'Indoye (1877-1924) en Guillaume de Potter d'Indoye (1900-1982).